# Andrew Sanchez
Andrew William Sanchez (8 de abril de 1988, Shiloh, Illinois, Estados Unidos) es un artista marcial mixto profesional estadounidense que compite actualmente en la división de peso medio de la UFC. Es un competidor profesional desde 2012 y anteriormente compitió para Resurrection Fighting Alliance.

## Antecedentes
Sanchez comenzó a entrenar en varias formas de artes marciales cuando era adolescente. Fue dos veces campeón nacional de lucha libre en la Universidad de McKendree y fue nombrado el luchador del año 2011 de NAIA. Se graduó en 2011 con una licenciatura en Sociología.

## Carrera en las artes marciales mixtas

### Carrera temprana
Sanchez comenzó a luchar profesionalmente en 2012, donde compiló un récord de 7-2 en el circuito regional.

### The Ultimate Fighter
Fue añadido como uno de los 16 luchadores de peso ligero invitados al elenco The Ultimate Fighter 23.
Ganó su combate de entrada contra Phil Hawes por decisión unánime. Después, derrotó a Myron Dennis por decisión unánime.
En las semifinales, derrotó a Eric Spicely por nocaut en el primer asalto.

### Ultimate Fighting Championship
Sanchez hizo su debut promocional el 8 de julio de 2016 en The Ultimate Fighter 23 Finale en la final de peso semipesado contra Khalil Rountree. Ganó el combate por decisión unánime.
Sanchez se enfrentó a Trevor Smith en un combate de peso medio el 9 de diciembre de 2016 en UFC Fight Night: Lewis vs. Abdurakhimov. Ganó el combate por decisión unánime.
Sánchez se enfrentó a Anthony Smith el 15 de abril de 2017 en UFC on Fox: Johnson vs. Reis. Perdió el combate por nocaut debido a una combinación de rodillazos y puñetazos en el tercer asalto.
Sánchez se enfrentó a Ryan Janes el 1 de diciembre de 2017 en The Ultimate Fighter 26 Finale. Perdió el combate por TKO en el tercer asalto.
Se esperaba que Sanchez se enfrentara a Antônio Braga Neto el 25 de agosto de 2018 en UFC Fight Night: Gaethje vs. Vick. Sin embargo, Neto fue retirado del combate el 2 de agosto por cuestiones personales no reveladas y sustituido por Markus Perez. Ganó el combate por decisión unánime.
Sánchez se enfrentó al recién llegado a la promoción Marc-André Barriault el 4 de mayo de 2019 en UFC Fight Night: Iaquinta vs. Cowboy. Ganó el combate por decisión unánime.
Sanchez estaba programado para enfrentarse a David Branch el 14 de septiembre de 2019 en UFC Fight Night: Cowboy vs. Gaethje. Sin embargo, se informó que Branch se vio obligado a retirarse del evento debido a una lesión y fue reemplazado por Marvin Vettori. Sin embargo, se informó de que Sanchez se vio obligado a retirarse del evento debido a una infección ocular, lo que provocó la cancelación del combate. A su vez, el emparejamiento quedó intacto y finalmente tuvo lugar un mes después en UFC Fight Night: Joanna vs. Waterson. Perdió el combate por decisión unánime.
Sanchez tenía previsto enfrentarse a Zak Cummings el 25 de abril de 2020. Debido a la pandemia de COVID-19, el presidente de la UFC Dana White anunció el 9 de abril que el evento se posponía indefinidamente.
Sanchez se enfrentó a Wellington Turman el 8 de agosto de 2020 en UFC Fight Night: Lewis vs. Oleinik. Ganó el combate por nocaut en el primer asalto. Esta victoria le valió el premio a la Actuación de la Noche.
Sanchez tenía previsto enfrentarse a André Muniz el 24 de enero de 2021 en UFC 257. A finales de diciembre, Muniz se retiró por una lesión y fue sustituido por Makhmud Muradov. Perdió el combate por nocaut técnico en el tercer asalto.
Se enfrentó a Bruno Silva el 16 de octubre de 2021 en UFC Fight Night: Ladd vs. Dumont. Perdió el combate por nocaut técnico en el tercer asalto.

## Campeonatos y logros
- Ultimate Fighting Championship 
  - Actuación de la Noche (una vez) vs Wellington Turman[30]

## Récord en artes marciales mixtas
| Resultado | Récord | Oponente             | Método                                       | Evento                                             | Fecha                   | Ronda | Tiempo | Localización            | Notas                                                                |
| --------- | ------ | -------------------- | -------------------------------------------- | -------------------------------------------------- | ----------------------- | ----- | ------ | ----------------------- | -------------------------------------------------------------------- |
| Derrota   | 12-7   | Bruno Silva          | TKO (puñetazos)                              | UFC Fight Night: Ladd vs. Dumont                   | 16 de octubre de 2021   | 3     | 2:35   | Las Vegas, Nevada       |                                                                      |
| Derrota   | 12-6   | Makhmud Muradov      | TKO (rodillazo volador y puñetazos)          | UFC 257                                            | 24 de enero de 2021     | 3     | 2:59   | Abu Dhabi               |                                                                      |
| Victoria  | 12-5   | Wellington Turman    | KO (puñetazo)                                | UFC Fight Night: Lewis vs. Oleinik                 | 8 de agosto de 2020     | 1     | 4:14   | Las Vegas, Nevada       | Actuación de la Noche.                                               |
| Derrota   | 11-5   | Marvin Vettori       | Decisión (unánime)                           | UFC Fight Night: Joanna vs. Waterson               | 12 de octubre de 2019   | 3     | 5:00   | Tampa, Florida          |                                                                      |
| Victoria  | 11-4   | Marc-André Barriault | Decisión (unánime)                           | UFC Fight Night: Iaquinta vs. Cowboy               | 4 de mayo de 2019       | 3     | 5:00   | Ottawa, Ontario         |                                                                      |
| Victoria  | 10-4   | Markus Perez         | Decisión (unánime)                           | UFC Fight Night: Gaethje vs. Vick                  | 25 de agosto de 2018    | 3     | 5:00   | Lincoln, Nebraska       |                                                                      |
| Derrota   | 9-4    | Ryan Janes           | TKO (puñetazos)                              | The Ultimate Fighter: A New World Champion Finale  | 1 de diciembre de 2017  | 3     | 0:59   | Las Vegas, Nevada       |                                                                      |
| Derrota   | 9-3    | Anthony Smith        | KO (patada en la cabeza y puñetazos)         | UFC on Fox: Johnson vs. Reis                       | 9 de abril de 2017      | 3     | 3:52   | Kansas City, Misuri     |                                                                      |
| Victoria  | 9-2    | Trevor Smith         | Decisión (unánime)                           | UFC Fight Night: Lewis vs. Abdurakhimov            | 9 de diciembre de 2016  | 3     | 5:00   | Albany, Nueva York      | Regreso al peso medio.                                               |
| Victoria  | 8-2    | Khalil Rountree Jr.  | Decisión (unánime)                           | The Ultimate Fighter: Team Joanna vs. Team Cláudia | 8 de julio de 2016      | 3     | 5:00   | Las Vegas, Nevada       | Ganó el torneo de peso semipesado de The Ultimate Fighter 23 Finale. |
| Victoria  | 7-2    | John Poppie          | TKO (puño giratorio hacia atrás y puñetazos) | RFA 28                                             | 7 de agosto de 2015     | 3     | 1:53   | San Luis, Misuri        | Ganó el vacante Campeonato de Peso Medio de RFA.                     |
| Victoria  | 6-2    | Clinton Williams     | TKO (puñetazos)                              | RFA 26                                             | 5 de junio de 2015      | 2     | 1:17   | Broomfield, Colorado    |                                                                      |
| Derrota   | 5-2    | Kevin Casey          | KO (puñetazos)                               | RFA 15                                             | 6 de junio de 2014      | 1     | 2:30   | Los Ángeles, California | Por el vacante Campeonato de Peso Medio de RFA.                      |
| Victoria  | 5-1    | Miles Marshall       | TKO (puñetazos)                              | RFA 13                                             | 7 de marzo de 2014      | 2     | 1:25   | Lincoln, Nebraska       |                                                                      |
| Victoria  | 4-1    | Todd Meredith        | TKO (puñetazos)                              | RFA 11                                             | 22 de noviembre de 2013 | 1     | 1:51   | Broomfield, Colorado    |                                                                      |
| Derrota   | 3-1    | Dustin Jacoby        | Decisión (dividida)                          | Capital City Cage Wars: The Uprising               | 2 de marzo de 2013      | 3     | 5:00   | Springfield, Illinois   |                                                                      |
| Victoria  | 3-0    | Thomas Jones         | TKO (puñetazos)                              | TTP: Tommy Tran Promotions                         | 17 de noviembre de 2012 | 1     | 2:57   | Branson, Misuri         |                                                                      |
| Victoria  | 2-0    | Darryl Cobb          | Sumisión (estrangulamiento por detrás)       | FHMMA: Fight Hard MMA                              | 18 de agosto de 2012    | 1     | 4:33   | St. Charles, Misuri     |                                                                      |
| Victoria  | 1-0    | Edward Smith         | Sumisión (estrangulamiento por detrás)       | CC 38: Cage Championships 38                       | 23 de junio de 2012     | 1     | 1:42   | Sullivan, Misuri        |                                                                      |